# Juan Montalvo Gordillo
Juan Montalvo Gordillo (f. 1939) fue un político español.

## Biografía
Miembro del Partido Comunista de España (PCE), llegó a formar parte de la junta directiva del PCE en la provincia de Cáceres —perteneciendo a su secretariado político—. Tras el estallido de la Guerra civil pasó a formar parte del comisariado político del Ejército Popular de la República, llegando a ejercer como comisario de la 114.ª Brigada Mixta. Al final de la contienda fue capturado por los franquistas. Sería fusilado en Alicante el 22 de mayo de 1939, a la edad de veintiocho años.